# Paranaiguara
Paranaiguara là một đô thị thuộc bang Goiás, Brasil. Đô thị này có diện tích 1153,786 km², dân số năm 2007 là 8719 người, mật độ 7,6 người/km².